# Baltische Beker 1994
De Baltische Beker van 1994 was de 15e editie van de Baltische Beker. Het toernooi werd gehouden van 29 tot met 31 juli 1994 in Litouwen. Litouwen werd voor vijfde keer kampioen. 

## Eindstand
| Team     | Pld | W | D | L | GF | GA | GD | Pts |
| -------- | --- | - | - | - | -- | -- | -- | --- |
| Litouwen | 2   | 2 | 0 | 0 | 4  | 0  | +4 | 4   |
| Letland  | 2   | 1 | 0 | 1 | 2  | 1  | +1 | 2   |
| Estland  | 2   | 0 | 0 | 2 | 0  | 5  | −5 | 0   |

## Wedstrijden

### Wedstrijd 1
|                                  |                                            |     |         |                                                                  |
| 29 Juli 1994 «onderlinge duels»' | Litouwen                                   | 3–0 | Estland | Žalgirisstadion Toeschouwers: 1,000 Scheidsrechter: Roman Lajuks |
| 29 Juli 1994 «onderlinge duels»' | Ivanauskas 11' (pen.), 23' Mikalajūnas 61' |     |         | Žalgirisstadion Toeschouwers: 1,000 Scheidsrechter: Roman Lajuks |

### Wedstrijd 2
|                                 |         |                           |         |                                                                      |
| 30 Juli 1994 «onderlinge duels» | Estland | 0–2                       | Letland | Žalgirisstadion Toeschouwers: 250 Scheidsrechter: Algirdas Dubinskas |
| 30 Juli 1994 «onderlinge duels» |         | Astafjevs 31' Bulders 37' |         | Žalgirisstadion Toeschouwers: 250 Scheidsrechter: Algirdas Dubinskas |

### Wedstrijd 3
|                                 |                       |     |         |                                                                    |
| 31 Juli 1994 «onderlinge duels» | Litouwen              | 1–0 | Letland | Žalgirisstadion Toeschouwers: 1,000 Scheidsrechter: Oleg Timofejev |
| 31 Juli 1994 «onderlinge duels» | Tereškinas 67' (pen.) |     |         | Žalgirisstadion Toeschouwers: 1,000 Scheidsrechter: Oleg Timofejev |

## Doelpuntmakers

### 2 doelpunten
- Valdas Ivanauskas

### 1 doelpunt
- Vitālijs Astafjevs
- Rolands Bulders
- Saulius Mikalajūnas
- Andrėjus Tereškinas

## Kampioen
| Kampioen 1994     |
| ----------------- |
| Litouwen 5e titel |